# إيرو
إيرو (بالفرنسية: Hérault)‏، يُلفظ ليرو عند التعريف (بالفرنسية: L'hérault)‏، هو إقليم فرنسي تابع لمنطقة لنكدوك روسيون. يبلغ عدد سكانه حوالي 1015027 نسمة.

## أعلام
- بيار بيرتيزين
- ديفيد دوراند
- ريتشارد كاستل
- أندريه باسكال
- هنري فيراري